# Frank Morriss
Frank E. Morriss (* 15. September 1927 in Texas; † 3. Juli 2013 in Northridge, Kalifornien) war ein US-amerikanischer Filmeditor.

## Leben und Karriere
Frank Morriss machte seinen Abschluss an der Beverly Hills High School 1946 und begann nach zwei Semestern an der University of Oregon ein Studium am Santa Monica College.
Morriss' Arbeit als selbstständiger Editor fing 1966 mit dem Schnitt der Fernsehserie Laredo an und lief über mehrere Jahre bis Ende der 70er. Dabei war er auch für den Schnitt von Steven Spielbergs Duell verantwortlich. Mit seinem ersten Ausflug ins Kinogeschäft, 1973 mit Der große Coup, erhielt er seine erste bedeutende Filmpreisnominierung, nämlich die BAFTA-Award-Nominierung. Von Anfang der 80er bis Ende der  90er konzentrierte sich Morriss komplett auf das Kinogeschäft und wandt sich erst in den letzten Jahren wieder dem Fernsehen zu. Während seiner Kinozeit arbeitete er erfolgreich jahrelang als Stammeditor von John Badham und schnitt für ihn Filme wie Ein Vogel auf dem Drahtseil, Codename: Nina und Das fliegende Auge, für den er 1984 seine erste Oscar-Nominierung für den besten Schnitt erhielt. Seine zweite und bisher letzte Oscarnominierung erhielt er im darauffolgenden Jahr für Robert Zemeckis Auf der Jagd nach dem grünen Diamanten.

## Filmografie (Auswahl)
- 1966: Laredo (Fernsehserie, 2 Episoden)
- 1968–1969: Ihr Auftritt, Al Mundy (It Takes a Thief) (Fernsehserie, 15 Episoden)
- 1970: Ständig in Angst (Hauser's Memory)
- 1971: Duell (Duel)
- 1973: Der große Coup (Charley Varrick)
- 1980: Max’s Bar (Inside Moves)
- 1981: Ist das nicht mein Leben? (Whose Life Is It Anyway?)
- 1983: Das fliegende Auge (Blue Thunder)
- 1984: Auf der Jagd nach dem grünen Diamanten (Romancing the Stone)
- 1985: Die Sieger – American Flyers (American Flyers)
- 1986: Nummer 5 lebt! (Short Circuit)
- 1988: Heiß auf Trab (Hot to Trot)
- 1989: Im Tresor ist die Hölle los (Disorganized Crime)
- 1990: Ein Vogel auf dem Drahtseil (Bird on a Wire)
- 1991: Auf die harte Tour (The Hard Way)
- 1993: Codename: Nina (Point of No Return)
- 1993: Die Abservierer (Another Stakeout)
- 1994: Drop Zone
- 1995: Gegen die Zeit (Nick of Time)
- 1999: Reiter auf verbrannter Erde (The Jack Bull)
- 2000: Gnadenloses Duell (The Last Debate)
- 2002: Spuren in den Tod (My Brother’s Keeper)

## Auszeichnungen
- Oscar
  - 1984: Bester Schnitt – Das fliegende Auge (nominiert)
  - 1985: Bester Schnitt – Auf der Jagd nach dem grünen Diamanten (nominiert)

- BAFTA Award
  - 1974: Bester Schnitt – Der große Coup (nominiert)